# Nikolaj Széchy
Nikolaj Szécsy Gornjelendavski ( Széchy; madžarsko Miklós Szécsi latinsko Nicolaus de Zeech ; cca. 1320 – cca. junija ali julija 1387) je bil madžarski plemič iz vplivne rodbine Széchy.  Bil je ban celotne Slavonije (totius Sclauoniae banus) (1344. – 1349.), hrvaški ban (1359. – 1366. in 1374. – 1380.) ter slavonski ban (1366. – 1368. in 1372. – 1373.).
Sin Petra, grofa Nóvográdskega in Sebe Debrői. Poročil se je z Margareto Debrecensko, vnukinjo palatina Dózsa Dózecen. V zakonu so se rodili štirje sinovi Ivan, Franc, Nikolaj II. in Péter. V listinah se je prvič pojavil leta 1336 in bil leta 1342 imenovan za miznika na kraljevem dvoru. Od leta 1343 do 1346 je bil župan Nóvográdske županije, Šariške županije in Spiške županije ter upravljal gradova Spiš in Šariš.
Ogrski kralj Ludvik I. ga je leta 1345 poslal na Poljsko, ko so Čehi oblegali Krakov. Med letoma 1346 in 1349 je bil hrvaški ban. Sodeloval je v drugem kraljevem neapeljskem vojaškem pohodu, pa tudi v neuspešnem pohodu proti litovskim poganom leta 1352, kjer je bil sam ranjen. Po vrnitvi leta 1354 je bil za eno leto imenovan na mesto župana Karaške županije.
Nikolaj I. Széchy je leta 1370 spremljal kralja na poti v Rim. Med letoma 1377 in 1380 je bil ponovno imenovan za bana Hrvaške. Med letoma 1381 in 1382 je bil tudi vrhovni župan  Železne županije in Bratislavske županije. Trikrat je služil kot kraljevi sodnik in končal svojo kariero kot palatin v času vladavine hčerke Ludvika I. Marije . Po Ludvikovi smrti je za kralja podprl Sigismunda Luksemburškega in bil vodja upravnega sveta države. Za njegovo zvesto služenje mu je Sigismund podaril gospostvo in grad Gornjo Lendavo. Na tem posestvu je tako ustanovil novo družinsko vejo Gornjelendavskih Széchy-jev. Po smrti njegovih sinov so prejeli tudi opatijo Monošter.